# Besiendershuis

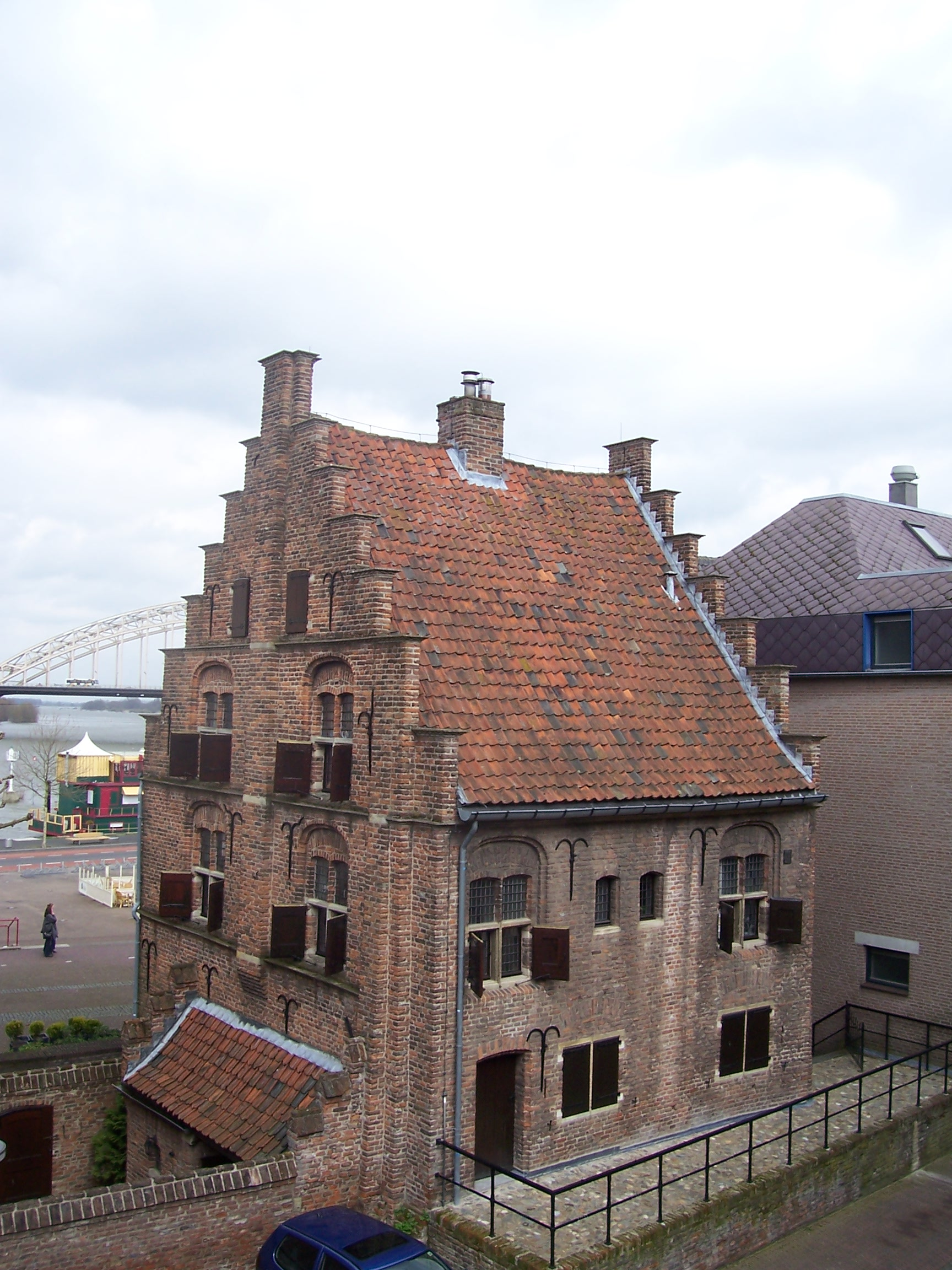
Het Besiendershuis

Het Besiendershuis aan de Steenstraat in de Nederlandse stad Nijmegen is gebouwd omstreeks 1525 en is zo genoemd naar de besiender die tot taak had het innen van de tolgelden die passerende schepen op de Waal moesten betalen. Het bouwwerk is laatgotisch in Nederrijnse stijl. Het Besiendershuis is het oudste pand van Nijmegen.
In 1942 is het gerestaureerd door Ir. Deur.
In oktober 2010 was Thomas Verbogt de eerste gast in het artist in residence-programma in het Besiendershuis, waarmee de gemeente Nijmegen kunstenaars de gelegenheid geeft twee maanden in de stad te verblijven en een project te presenteren dat betrekking heeft op Nijmegen.

## Rijksmonument
Het Besiendershuis is een rijksmonument..